# Керр, Нэнси
Нэ́нси Керр (англ. Nancy Kerr; род. 2 апреля 1947, Мус-Джо, Саскачеван) — канадская кёрлингистка.
В составе женской сборной Канады чемпионка мира среди женщин (1980); чемпионка Канады среди женщин (1980). В составе женской сборной ветеранов Канады чемпионка мира среди ветеранов (2003); чемпионка Канады среди женщин-ветеранов (2003).
Играла на позициях второго и третьего, в ветеранских командах играла на позиции четвёртого и была скипом команды.
В 2000 году введена в Зал славы канадского кёрлинга вместе со своими партнёршами по команде, выигравшей чемпионат мира 1980 — Мардж Митчелл, Ширли Маккендри и Венди Лич.

## Достижения
- Чемпионат мира по кёрлингу среди женщин: золото (1980).
- Чемпионат Канады по кёрлингу среди женщин: золото (1980), серебро (1975).
- Чемпионат мира по кёрлингу среди ветеранов: золото (2003).
- Чемпионат Канады по кёрлингу среди ветеранов: золото (2003), серебро (2000), бронза (2002).

## Команды
| Сезон   | Четвёртый     | Третий          | Второй          | Первый         | Турниры             |
| ------- | ------------- | --------------- | --------------- | -------------- | ------------------- |
| 1974—75 | Мардж Митчелл | Kenda Richards  | Нэнси Керр      | Florence Sanna | ЧК 1975             |
| 1978—79 | Мардж Митчелл | Kenda Richards  | Нэнси Керр      | Венди Лич      |                     |
| 1979—80 | Мардж Митчелл | Нэнси Керр      | Ширли Маккендри | Венди Лич      | ЧК 1980 · ЧМ 1980   |
| 1986—87 | Нэнси Керр    | Kendra Richards | Gertie Pick     | Венди Лич      | [ 3 ]               |
| 1997—98 | Crystal Frisk | Нэнси Керр      | Lorna Dopson    | Gertie Pick    | ЧКВ 1998 (5 место)  |
| 1999—00 | Нэнси Керр    | Linda Burnham   | Lorna Dopson    | Gertie Pick    | ЧКВ 2000            |
| 2000—01 | Нэнси Керр    | Linda Burnham   | Kenda Richards  | Gertie Pick    | ЧКВ 2001 (5 место)  |
| 2001—02 | Нэнси Керр    | Linda Burnham   | Kenda Richards  | Gertie Pick    | ЧКВ 2002            |
| 2002—03 | Нэнси Керр    | Linda Burnham   | Kenda Richards  | Gertie Pick    | ЧКВ 2003 · ЧМВ 2003 |
| 2010—11 | Нэнси Керр    | Анита Форд      | Dawn Obleman    | Венди Лич      | [ 4 ]               |

(скипы выделены полужирным шрифтом)